# 草燃える
『草燃える』（くさもえる）は、1979年（昭和54年）1月7日から12月23日まで放送されたNHK大河ドラマの第17作。永井路子の『北条政子』『炎環』『つわものの賦』『相模のもののふたち』『絵巻』などの小説や随筆を原作に、源氏3代による鎌倉幕府樹立を中心とした東国武士団の興亡を描いた。

## 企画・制作
この年の大河ドラマは「従来にない時代をやりたい」という制作陣の意向で、まず吉川英治の『私本太平記』、次に司馬遼太郎の『坂の上の雲』が挙がったが、いずれも「時期尚早」として却下された。そこで、鎌倉時代を取り上げることになり、承久の乱で武家が上皇3人を流罪にした点を「歴史上の転換点」と捉え、そこから北条政子が浮上して、永井の『北条政子』が目にとまった。ただ、女性主人公はまだ困難とみられたことから前半の主人公を源頼朝とするダブル主人公でのドラマ化となる。頼朝が中盤で死んだ後は、主役に北条政子が繰り上がる（クレジットがトメからトップに変わる）スタイルは、大河ドラマでは『国盗り物語』以来2例目である。ただ、前半も視点としては政子に重きが置かれ、実質的には政子が全体の主人公という趣が濃い。
制作陣は永井と面会して承諾を取り付け、鎌倉時代を扱った他の作品も使ってよいと永井から提案される。永井は、「時代劇を脚色した人でない人」「（原作同様）現代口調でやってもらいたい」という条件を付け、中島丈博が脚本に起用された。中島も現代語の脚本を望み、プロデューサーの齊藤暁も現代語でやるべきと考えており、方針が一致した。この結果、セリフ面では現代語や現代語調が多用され、主役の岩下志麻は「現代語口調のセリフはとても良かったですね。今私たちが使っている言葉ですから、役に入りやすかったという記憶があります」と後年述べ、本作以降の大河ドラマでも次第に増加した。同じく主役の石坂浩二は、現代語調は東国の人物に限られ「時代劇言葉を使う京都の平家たちとの対立を表現しました」と述べるとともに、現代語調を採用したことは「正しかったと思いますね」と評価している。
一方で人名を呼ぶ際には可能な限り諱ではなく通称や官位を用いており、諱呼びが大変な非礼とされていた当時の慣習を極力反映させている。
中島の書いた脚本は、身分を問わずに登場人物の大半が何らかの弱さや醜さを持っているという特徴があった。これについて中島は「ブラウン管から歴史を引っ張り出す」と述べ、齊藤も「英雄譚からの脱却」を意図したと語っている。
撮影では、東京郊外の生田に鎌倉の街を再現したオープンセットを作り、合戦でもロケーション撮影を多用した。合戦の撮影は茨城県の大洗海岸や、静岡県の東富士演習場で行われている。
演出面では物語を群像劇として活写している。劇中では主要な登場人物の死亡シーンと言えども情緒過剰な演出で描かれることがほとんど無く、残された人間達による伝聞や報告といった回想シーンで断片的な映像を用いて語られる場合が多い。
それまでの源平を題材にした作品が、どちらかといえば平家や源義経を中心とした物語なのに比べて、この作品では平家方の描写は少なく、頼朝と、頼朝を担いで挙兵した東国武士団の動きに焦点が当てられ、歴史観も「源氏の旗揚げは、東国武士団の旗揚げでもあった」という立場で描かれている。平家滅亡と義経の死後、頼朝の征夷大将軍任命や落馬による死去、2代頼家・3代実朝の時代に打ち続いた幕府の内紛とその過程で進行した北条家の政権掌握が朝廷の動きを含めて丁寧に描かれた。承久の乱については、原作『北条政子』が乱の直前で終わっており、ドラマでは最終回の1話のみで描かれた。
「悲劇のヒーロー」として「判官贔屓」の対象だった源義経とそれを殺した「悪役」とされた頼朝の関係を、朝廷からの武家の独立を望む頼朝と政治に無知で朝廷の誘いに乗る義経という形に逆転させている。純朴で好学の青年だった北条義時（松平健）は、頼朝死後の幕府内で繰り広げられた政争の荒波を乗り越えていくうちに次第に変貌を遂げ、政敵と見なした御家人を様々な計略をめぐらして容赦なく排除・殺害していく冷徹な権力者として、若き日とは全くの別人格となっていく様が描かれた。演じた松平は当初「最後に天下を取る男」とだけ聞かされていたと後年述べている。ほぼドラマオリジナルの人物である伊東祐之には無名に近かった滝田栄が起用されたが、ヒゲを剃るとすごみが出ないことがわかり、急遽顔に傷が付くエピソードが追加された。源頼家には当初片岡孝夫（現・片岡仁左衛門 (15代目)）が想定されたものの、頼朝（石坂浩二）・実朝（篠田三郎）と雰囲気が重なるために郷ひろみに変更となり（これは主演の岩下からの推薦もあったという）、アイドル離れした演技は制作陣から高い評価を受けた。この時代の大河ドラマとしては珍しく、権力者による手籠めや男色、京都の盗賊による食人などの大胆な描写も盛り込まれている。
幕府成立から間もない時期の鎌倉を主な舞台として描いた大河ドラマ作品は、本作以外には43年後の2022年に放映された『鎌倉殿の13人』まで存在しなかった。
本作は大河ドラマ史上初めて、NHKインターナショナルを通じアメリカ合衆国に輸出・放映（ロサンゼルス、サンフランシスコ、ニューヨーク）された作品である。

## 反響
最高視聴率は34.7%、平均視聴率は26.3%。

## あらすじ
本作は、本放送終了後、1979年12月24日から28日にかけて、5回にわたり総集編が放送された。以下の紹介では、その総集編の区切りに従って、全体的な物語の展開を記述する。一部、総集編では割愛されていた場面の紹介も含まれる。

### 総集編第1話「頼朝起つ」 （1979年12月24日放送）
平家が天下をとって20年余り。
京都へ大番役に出ていた父・時政の留守を預かっていた北条宗時は、公家化した平家の堕落振りに失望し、三浦義村ら若き志士たちと語らい、東国武士団の決起による武家政権樹立という夢の実現へ向かって動いていた。その頭目として期待されたのが、伊豆蛭ヶ小島に流されていた源氏の嫡流・源頼朝。宗時らは、その頼朝と伊豆の豪族・北条家との縁をつなぐため、恋文のやりとりを画策する。北条政子は頼朝に恋心をいだくが、ちょうどその時、京都から、後妻牧の方を伴って帰ってきた父時政の反対は強く、政子は山木兼隆と結婚させられることになる。そこで宗時らは政子に恋心をいだく伊東祐之を騙して伊豆権現への逃避行をさせるという手段で、頼朝の許へ駆け落ちさせる。この一件で辱めを受けた祐之は源氏や北条への復讐を誓い、親友だった政子の弟・義時に絶交を宣言する。このときの義時は、三島大社で出会った大庭景親の娘・茜と恋に落ちていた。若き日の義時は、武芸よりも学問が好きな、ややひ弱な青年だった。
その頃、京都では「義経」を名乗る盗賊が出没するが、彼らの前へ本物の義経が登場、平家への復讐に燃える義経と盗賊・苔丸らとの間に奇妙な友情が芽生える。
平家打倒を目指して以仁王と源頼政が挙兵、この二人は間もなく敗死するが、これをきっかけに諸国源氏に向けて平家追討が令せられる。先に初めての子・大姫が生まれ、政子と幸せな日々を送っていた頼朝ではあったが、ついに北条の後ろ盾を恃みに決起、山木兼隆への襲撃は成功するものの、大庭景親と戦った石橋山の合戦では敗北、三浦へ援軍要請に出た宗時は復讐に燃える祐之に殺される。頼朝や時政は、退却し物陰に潜んでいるところを大庭軍に加わっていた梶原景時に発見されるが、景時はわざと見逃し、その命を救う。再起を図った頼朝は安房で、先着していた北条時政・義時父子と合流する。宗時の討ち死により、北条の総領息子にならねばならないと、義時は父に諭される。
やがて頼朝のもとには有力な坂東武者軍団が続々と参集、歴史の大きな転換が始まった。

### 総集編第2話「平家滅亡」 （1979年12月25日放送）
頼朝は総州・武蔵を経て鎌倉に入り、富士川で平家と対戦、これを敗る。黄瀬川で奥州から駆けつけてきた義経との「兄弟対面」を演出した頼朝は、直ちに都に進撃することなく東国経営に着手する。頼朝の下に参じた東国武士たちの結束を密にし、頼朝の御家人とすべく、鎌倉では婚礼の議が続くが、直ちに京都に出陣することを主張する義経は不満を露にし、御家人の中で疎まれる存在となっていく。この間、頼朝の浮気に怒った政子が、その相手の家を焼き討ちする事件が発生する。北条一門が鎌倉を去る中、ただ一人残った義時を頼朝はいたく信頼するのであった。義時は、心ならずも一族同士が殺し合わなければならなかった茜と、身を寄せ合うように暮らしていた。政子は頼朝の跡継ぎとなる男子万寿（後の源頼家）を出産するが、その妊娠途中にまたも頼朝は浮気に走る。今回言い寄ったのは、義時の妻である茜であった。やがて茜の妊娠が判明するが、義時の子供なのか、頼朝の子供なのか、本人にも判断がつかなかった。茜はこれを恥じ、義時に真相を語らないまま鎌倉を去り、京の平家に身を寄せ、やがて男子を出産した。頼朝軍に敗れ零落した祐之もまた、京で苔丸ら盗賊団の一味となっていた。
信濃で決起した木曽義仲は、頼朝との和睦の証に嫡子・義高を鎌倉へ送ってきた。表向きは頼朝・政子夫妻の長女・大姫の婿ということであり、まだ幼い大姫はこの婿殿と戯れるのであった。京都へ入った義仲は、後白河法皇を武力で幽閉、法皇からの救援要請に応えた頼朝は、義経を派遣してこれを討たしめ、勢いに乗った義経はさらに、義仲によって都落ちし、その後一の谷まで戻ってきていた平家を攻撃、これを西海に走らせた。その功によって義経は法皇から官位を授かるが、このことが頼朝との亀裂を生むことになる。
鎌倉では、政子の努力も虚しく義高は殺され、このことで大姫は父・頼朝に心を閉ざす。京都の義経は静という白拍子に魅かれ、やがて恋に落ちていく。源範頼の指揮下、滞っていた平家討伐に業を煮やした頼朝は、再び義経を起用する。義経はこれに応え、屋島の戦いで瀬戸内の制海権を握り、壇ノ浦の戦いに臨み、遂に平家を滅亡に追い込んだ。この戦いに従軍していた義時の目の前で、茜は海へ飛び込む。そのとき鎌倉には、既に茜が生んだ男の子が届けられていた。後の北条泰時である。

### 総集編第3話「征夷大将軍」 （1979年12月26日放送）
京都へ華やかに凱旋した義経だったが、御家人としての立場をわきまえない勝手な振る舞いに、頼朝の心証は悪くなる一方だった。それを知る由もない義経は、意気揚々と鎌倉へ赴くが、思いがけず腰越で追い返され、兄との対決を決意する。叔父・源行家とともに法皇に迫って頼朝追討の院宣を受けるが、兵は集まらず挙兵に失敗、西国で再起を図るため京都を退去する。頼朝はこの機に乗じて朝廷に対し強硬に迫り、守護・地頭の設置を認めさせる。
義経の探索は続き、間もなく愛妾の静が捕らわれ、鎌倉へ護送される。静は身重ながら義経を恋い慕う舞を披露し、頼朝を激怒させる。政子は静をかつての自分と重ね合わせて助命を嘆願するが、頼朝は腹の子供までは約束できないと突き放す。
大姫は静に逃亡をすすめるが、静は生まれてくる赤ん坊が女の子であるよう祈ってほしいと哀願する。しかし生まれたのは男の子であったため、由比ヶ浜の砂に埋められる。大姫は父の非情ぶりを激しく詰った。
間もなく義経は奥州で戦死する。これを口実に、頼朝は奥州を平定する。平泉入りした頼朝は、義経の名前が入った矢を拾い、弟の哀れな最期に涙を流す。残った唯一の難敵は後白河法皇だったが、その崩御を待って、かねてより懇意にしていた九条兼実の尽力により、ついに征夷大将軍となる。同年には、2人目の男子となる千幡（後の源実朝）が生まれた。頼朝の栄光は絶頂を極めた。義時も新しい妻・野萩を迎え、平穏な日々を過ごすこととなる。
頼朝が挙行した富士の巻狩りでは、曾我兄弟の仇討ちという大事件が起こった。その黒幕は、鎌倉に戻っていた祐之であり、仇討ちにこと寄せて頼朝暗殺、三河守範頼擁立を図ったのであった。だが曾我兄弟は、親の敵である工藤祐経を討ったものの、頼朝暗殺には失敗、事件は単なる仇討ちとして処理された。祐之はまたも鎌倉から姿を消す。
頼朝一家には、武家政権樹立という栄光の影で、次第に不吉な陰が忍び寄っていた。大姫の心の病は快方に向かうことなく悪化していき、後鳥羽天皇との婚儀をめぐってついに錯乱、自ら髪を切り、自分は小さな女の子だと口にして「義高さま」と言いながら、その短い生涯を閉じる。順風満帆だった頼朝・政子夫婦に最初の影が差したのだった。大姫の入内に連動した朝廷内の暗闘の結果、兼実は失脚、反頼朝勢力が実権を握り、頼朝の対朝廷戦略にも狂いが生じ始めていた。
頼朝は朝廷工作の失地回復を焦り、次女・三幡の入内の話が持ち上がる中、突然落馬してそのまま死去、政子は直ちに落飾する。祐之は、長年の仇敵が突然失われたことに愕然とする。

### 総集編第4話「頼家無惨」 （1979年12月27日放送）
二代将軍となった頼家は、その杜撰な政務と側近の重用などで御家人の信頼を失い、頼朝の分身として御家人から慕われる政子が政務に関わらざるを得なくなる。やがて頼家は将軍としての決裁権を取り上げられ、北条を中心とする十三人の合議制が幕政を運営することとなる。その憤懣から頼家は、安達景盛の妻・瑠璃葉を略奪、政子が自ら乗り込んで叱るが聞く耳を持たず、女と関係するのだった。鎌倉が不穏な空気に包まれる中、三幡が毒殺される。
揺れる鎌倉で、以前から讒訴などで御家人たちの憎しみを買っていた梶原景時が弾劾状を受けて失脚、救済を求める景時に対して頼家は「これだけの御家人がお前を嫌っている。これをどう思う」と言い放って突き放す。その結果、鎌倉を追放され京都を目指した景時の一族は、頼家の差し向けた軍勢に殺される。
景時亡き後、浮上してきたのは頼家の弟・千幡を擁する北条と、頼家の乳母であり、その長子一幡を擁する比企氏との暗闘であった。やがて北条方にあった頼家の叔父・阿野全成が一幡を調伏した謀反の廉で斬られる。その影には、双方共倒れを狙う三浦義村の策謀も絡んでいた。
間もなく頼家が発病、人事不省に陥った時、ついに北条は決起、仏事にかこつけて呼んだ比企能員を暗殺、比企邸を襲撃し、一族を虐殺する。頼家と若狭局との間の子である一幡も焼死する。回復した頼家は、政子に迫って妻子の末路を知り、仁田忠常をして北条打倒の兵を挙げさせるが失敗、強制的に出家させられた上、伊豆修禅寺に幽閉され、やがて義時の圧力によってやってきた三浦胤義らに斬られる。
これを止められなかった政子は、三浦家に預けられていた頼家の子・善哉を「せめてこの子だけはなんとしても守り抜く」と固く誓う。
この頃、祐之は久方ぶりに義時と再会する。政敵を力をもって排除する義時を祐之は諌めようとするが、それを一笑に付した義時は「反平家の旗揚げは、源氏の旗揚げではなかった。源氏は借り物で、我々坂東武者の旗揚げだったのだ。今の鎌倉を治めるのは、坂東武者の中で最も強い者がふさわしい」と語る。祐之は、かつてひ弱な青年だった義時が、老獪な政治家へ変貌しつつあることに眼を見張る。
後継の将軍宣下がなされた千幡は、祖父・時政の館で元服、名を実朝と改めた。やがて実朝と音羽との婚礼が華やかに行われた。時政はその執権として実権を握る。

### 総集編第5話「尼将軍・政子」 （1979年12月28日放送）
三代将軍・実朝は、血で血を洗う武家に嫌気が差し、京都から迎えた公家娘の妻・音羽に「子はつくらぬ」と宣言し、自らは和歌に親しみ、官位の昇進のみを望む日を過ごしていた。そうした実朝の心とは裏腹に、鎌倉では創業の功臣・畠山重忠が北条によって謀殺され、これをきっかけに義時が時政を追放、二代執権に就任する。時政は息子たちの謀略に陥れられたことに無念さをにじませながらも、義時に自分を超える才があると満足の意をも示す。
続いて義時は、和田義盛を挑発によって挙兵させ、自滅させることに成功する。この謀反に連座した廉で、義時は祐之を監禁するが、赦免を願い出た養女・小夜菊が最初の妻・茜に酷似していたため心を奪われ、祐之の釈放を承知する。小夜菊と夜を共にした義時は、貞淑だった茜とは対照的で妖艶な魅力を持った小夜菊こそ、今の自分に似合いだと語る。しかし、義時は釈放後の祐之の言動に立腹して眼を潰させる。小夜菊は義時を恨み、その側室になることなく父子とも鎌倉を後にし、やがて京都で後鳥羽上皇の愛妾となる。
善哉は、都で僧侶としての修行を積み、公暁と名を改めて鎌倉に帰ってきた。孫の成長を政子は大いに喜ぶが、頼家の血筋を嫌う北条の下では将軍後継者になる可能性はなく、鶴岡八幡宮別当の役目を当てがわれる。公暁はこれに不満を持つが、いずれ自らを押し立てて打倒北条を果たすことを狙っていた三浦義村の薦めにより一旦同意する。公暁は仏事の勤めもそこそこに、武芸の鍛錬と、三浦氏の若君・駒若丸との同性愛にうつつを抜かす。
源氏の血筋を奪い合い、権力闘争が続く鎌倉内部の動きに幻滅した実朝は、宋人・陳和卿に舟を作らせ、宋へ渡ることを夢見るが、舟は浮かばず、失望の中で朝廷から右大臣に任命される。三浦はこの拝賀の儀式を北条打倒の絶好の機会と考え、公暁に実朝と義時を親の敵と吹き込み、その首を取らせて幕府の主導権を奪おうとする。公暁が実朝の命を狙っていることは北条や実朝も知るところとなったが、既に現世に望みを失っていた実朝はそれに構わず拝賀の式を続行し、鶴岡八幡宮の石段で暗殺される。しかし、義時の暗殺には失敗したため、三浦は反北条の兵を挙げるのを諦め、公暁を裏切り、館に入れず門外で誅殺した。義時と義村は、お互い全ての事情を熟知していたが、それでも両者の宥和を演出する。その一方、またも御家人同士の争いに巻き込まれ、一夜にして子と孫を奪われた政子は悲嘆にくれる。
実朝暗殺を知った後鳥羽上皇は、小夜菊、胤義らの意見により義時追討の院宣を出す。これに動揺した東国武士団を政子の演説 が奮い立たせ、結束が固まった幕府軍は上皇方を一蹴、武家政権は盤石なものとなった。
幕府の危機は去り、鎌倉に平穏な日々が訪れた。ある日、開かれた幕府の宴に招かれたのは、琵琶法師に姿を変えた祐之であった。法師が平家哀歌の物語を奏でる中、政子は次々に血縁者に先立たれ、諸行無常の思いで自分の人生を振り返る。

## 登場人物

### 主人公
源頼朝（みなもとの よりとも）
演：石坂浩二 （少年期：松田洋治）
伊豆の蛭が小島の流人であったが、平家への反抗心を持つ北条宗時ら東国武士たちの思惑により、監視役であった北条時政の娘、北条政子と結ばれる。武力を持たず担ぎ出された身から、政治力によって都と対峙し、東国武士をまとめていく。冷徹な政治家としての顔と、女好きで情念深い面も持つ、人間味のある人物として描かれる。周囲には「佐殿（すけどの）」と呼ばれる。なお、「少年時代」のクレジットが存在するものの、回想シーンとしてワンシーン登場するのみであり『新・平家物語』や『義経』『平清盛』のように物語上、少年時代を描写に重点を置かれているわけではない。
北条政子（ほうじょう まさこ）
演：岩下志麻
伊豆の豪族、北条時政の長女。伊東祐之や山木兼隆から好意を持たれていたが、二人の好意を振り切って、頼朝と結ばれる。頼朝存命中はあまり政治に関わることがなかったが、頼朝死後、我が子頼家との確執、幕府内の政争に翻弄されながら、次第に尼将軍となっていく。教養があり情に厚いが、嫉妬深い女性として描かれている。

### 源氏一族
源義経（みなもとの よしつね）
演：国広富之
頼朝の異母弟。平家へ激しい憎悪と復讐心を抱き、源氏の血統であることに強烈な自負心を持つ。戦に長け、平家との戦いで次々と武功を立てる。直情的な性格を法皇に利用され、取り込まれたことによって頼朝と対立し、反頼朝の兵を挙げるが失敗し都を落ちのびる。逃避行の末に平泉にたどり着くが鎌倉方の追及は厳しく、藤原泰衡の軍勢に襲撃され妻子と共に自害した。
小菊（こぎく）
演：宮地真由美
義経の正妻。
静（しずか）
演：友里千賀子
義経の愛妾。京で評判の高い白拍子。鎌倉に召しだされた期間に出産した男児は、頼朝の命で殺されてしまう。大姫、政子と交流を持つ。
阿野全成（あの ぜんじょう）
演：伊藤孝雄
頼朝の異母弟。義経の同母兄に当たる。僧侶文官。野心を内に秘めた人物として描かれ、千幡（実朝）の乳母夫の地位を望む。比企一族らから、千幡を将軍に立てて頼家を殺そうとした謀反の罪に問われ、謀殺される。
北条保子（ほうじょう やすこ）
演：真野響子
全成の妻。北条時政の次女。天真爛漫な女性であったが、実朝の乳母になってからは権勢欲を見せる。
頼全（よりまさ）
演：川上伸之
全成と保子の子。
常盤御前（ときわごぜん）
演：佐藤友美
源義朝の側室で、全成、義経の母。
源範頼（みなもとの のりより）
演：山本寛
頼朝の異母弟で、全成、義経の異母兄。
亀の前（かめのまえ）
演：結城しのぶ
頼朝の愛妾。頼朝が妾に溺愛していることを知った政子によって、家を焼き討ち（後妻打ち（うわなりうち））にされる。
源頼家（みなもとの よりいえ）
（万寿→源頼家）
演：郷ひろみ （少年期：鶴見辰吾）
二代将軍。頼朝と政子の間に生まれた最初の男子。幼名万寿。実の母である政子よりも、乳母である比企一族と深く親しむ。頼朝の急逝を受け二代将軍となるが、若年である頼家の独裁に不安を抱く幕府宿老により、裁決権を取り上げられ、遊興にふけるようになる。病により危篤に陥ったことで、後継を巡って比企氏と北条氏の対立が起こり、比企氏は滅ぼされ、後ろ盾を失い鎌倉を追われた頼家は修禅寺で殺される（後世に伝わる「入浴中に騙し討ち」ではなく居室で殺害）。
若狭局（わかさのつぼね）
演：白都真理
「若狭」とも呼ばれる。頼家の側室。比企能員の娘。若くして頼家の長男・一幡を生み、比企一族の権勢を強めることになる。比企氏滅亡の際、母と一幡らと共に火中に身を投じた。
一幡（いちまん）
演：木内さとし
源実朝（みなもとの さねとも）
（千幡→源実朝）
演：篠田三郎 （少年期：松野達也）
三代将軍。頼朝と政子の間に生まれた二番目の男子。幼名千幡。兄頼家を追放した北条氏により、幼くして三代将軍に擁立される。和歌を好む穏やかな性格で、幕府の政争に嫌悪感を見せる。北条氏と距離を取りつつ懸命に命を長らえようと苦心していたが、最期は甥の公暁によって鶴岡八幡宮で暗殺される。
音羽（おとわ）
演：多岐川裕美
実朝の妻。京の公卿、坊門信清の娘。13歳で鎌倉に嫁ぐ。当初実朝から「人形のような女」と評され、疎遠な夫婦であったが、徐々に実朝に心を開いていく。
大姫（おおひめ）
演：池上季実子 （少女期：西尾麻理、斎藤こず恵）
頼朝と政子の長女。木曽義高と恋におちるが、最終的には義高を父頼朝に誅され破局する。これが原因で精神を病み、若くして亡くなる。
三幡（さんまん）
演：谷川みゆき （少女期：中山恵子）
頼朝と政子の次女。原因不明の熱病のため14歳で亡くなる（後に毒殺とわかる）。
公暁（くぎょう）
（善哉→公暁）
演：堀光昭 （少年期：島えいじ、中越司）
頼家の次男。三浦氏によって養育され利用される。「父の仇」として叔父の実朝を暗殺するが、直後に自身も討ち取られる。

### 北条一族
北条時政（ほうじょう ときまさ）
演：金田龍之介
北条氏の長。鎌倉幕府初代執権。旺盛な野心の持ち主で、北条宗家隆盛のためならば手段を問わない策謀家。
牧の方（まきのかた）
演：大谷直子
時政の後妻。政子と同い年の若妻で、政子や保子らとのトラブルも多い。
北条宗時（ほうじょう むねとき）
演：中山仁
時政の長男。「三郎」の名でも呼ばれる。頼朝を担ぎだすため、妹政子と結ばせるべく画策する。北条家の総領だったが、石橋山の戦いで伊東祐之に討ち取られる。
北条義時（ほうじょう よしとき）
演：松平健
時政の次男。「小四郎」の名でも呼ばれる。伊豆の純朴な青年であったが、頼朝死後の政争に関わる中、冷徹な政治家になっていく。鎌倉幕府第二代執権となる。
茜（あかね）
演：松坂慶子
義時の最初の妻。大庭景親の娘。父の死後、義時の妻として鎌倉で暮らしていたが、頼朝に夜這いされてどちらの子かわからない子（泰時）を妊娠し、義時の元を去る。平家女房として建礼門院に仕え、壇ノ浦に身を沈める。ドラマオリジナルの架空人物。
野萩（のはぎ）
演：坂口良子
義時の二番目の妻。比企一族の出身。
北条時房（ほうじょう ときふさ）
演：森田順平 （少年時代：宮沢公博）
時政の三男。「五郎」の名でも呼ばれる。兄に忠実な北条家の一員。義時の片腕として重きを為す。
北条政範（ほうじょう まさのり）
演：高橋淳
時政の四男。母は牧の方。上洛中に病死する。
北条泰時（ほうじょう やすとき）
演：中島久之 （少年期：大山芳、尾美としのり）
「太郎」の名でも呼ばれる。ドラマ内の設定では母は茜。茜は平家とともに屋島滞在中、幼い泰時を鎌倉側に託す決心をし、義時の長男として成長していく。後に鎌倉幕府第三代執権となる人物。
北条朝時（ほうじょう ともとき）
演：時任和
義時の次男。母は野萩。
北条高子（ほうじょう たかこ）
演：佐藤万理
政子、義時の妹。足利義兼の妻。
北条栄子（ほうじょう えいこ）
演：中村久美
政子、義時の妹。稲毛重成の妻。
北条元子（ほうじょう もとこ）
演：伊藤つかさ
政子、義時の妹。畠山重忠の妻。
朝雅の妻
演：神保なおみ
政子、義時の妹。母は牧の方。平賀朝雅の妻。

### 鎌倉幕府

#### 御家人
梶原景時（かじわら かげとき）
演：江原真二郎
「平三」の名でも呼ばれる。大庭景親の一族として石橋山の戦いに参戦するが、山中に隠れていた頼朝をわざと見逃した。その後頼朝の傘下に入る。粗野な東国武士の中にあって教養のある景時は、文官役として頼朝の信任を得る。上総広常殺害、源義経糾弾など、頼朝の心底を察して進んで汚れ仕事を引き受け、頼朝の鎌倉幕府構想を最も理解していた武将として描かれている。頼朝の死後、御家人達から弾劾を受け、一族と共に滅ぼされる（梶原景時の変）。
梶原景季（かじわら かげすえ）
演：宮崎達也
景時の長男。「梶原景時の変」で、景時とともに討ち取られる。
梶原景高（かじわら かげたか）
演：下坂泰雄
景時の次男。景時とともに討ち取られる。
安達盛長（あだち もりなが）
演：武田鉄矢
「藤九郎」の名でも呼ばれる。蛭が小島の流人時代から頼朝に仕え、政子と頼朝の間を取り持った、頼朝の側近。頼朝死後、政治には関与しないと決めて出家したが、鎌倉の現状を見て出家姿で表舞台に復帰する。息子・景盛の妻である瑠璃葉が誘拐される際、助けようとして重傷を負い半身不随に陥る。
ふき
演：木村翠
盛長の妻で比企尼の長女。
安達景盛（あだち かげもり）
演：火野正平
「弥九郎」の名でも呼ばれる。盛長の長男。妻・瑠璃葉を頼家に奪われ誅殺されようとしたが、北条政子に窮地を救われる。
瑠璃葉（るりは）
演：岡まゆみ
景盛の妻。元は京の白拍子。頼家に命じられた側近たちによって掠奪され、頼家の妾にされる。後に御所内で舌を噛み切って自決する（白拍子の設定や父親に関するエピソードは微妙が元になっている）。
比企能員（ひき よしかず）
演：佐藤慶
比企一族の長。頼家の乳母父で舅。ドラマ内では頼朝の乳母・比企尼の婿（史実では比企尼の甥で猶子）。頼朝死後、頼家の外戚として権勢を強めるが、北条時政の騙し討ちにあい殺害される（比企能員の変）。
比企重子（ひき しげこ）
演：横山道代
能員の妻。ドラマ内では比企尼の娘（史実では能員の妻は渋河兼忠またはミセヤノ太夫行時の娘）。政子に対抗的。
比企宗員（ひき むねかず）
演：武田洋和
能員の子。「三郎」の名でも呼ばれる。頼家の近習で五人組の一人。
比企時員（ひき ときかず）
演：山本茂
能員の子。「弥四郎」の名でも呼ばれる。頼家の近習で五人組の一人。
河越純子（かわごえ じゅんこ）
演：服部妙子
河越重頼の妻で比企尼の次女。頼家の乳母。小菊の母。
和田義盛（わだ よしもり）
演：伊吹吾郎
三浦一族。「小太郎」の名でも呼ばれる。頼朝旗揚げの当初から侍所別当になる約束を獲りつけ、実現させる。一時的に梶原景時に役目を横取りされたことで、景時弾劾の主格になる。義時のたび重なる挑発に堪えきれず、三浦氏と語らって打倒北条氏に立ち上がるが、三浦義村に見限られ失敗。反逆者として滅亡する（和田合戦）。
和田常盛（わだ つねもり）
演：北浦昭義
義盛の嫡男。
和田義秀（わだ よしひで）
演：北村総一郎
義盛の子。一族きっての大力と讃えられる剛の者。
和田義直（わだ よしなお）
演：安永憲司
義盛の子。
和田義重（わだ よししげ）
演：五木暁
義盛の子。
和田胤長（わだ たねなが）
演：大阪憲
義盛の甥。北条氏から謀反の疑いを掛けられ追放される。
和田朝盛（わだ とももり）
演：氏家修
義盛の孫。「三郎」の名でも呼ばれる。頼家・実朝の側近として親しく仕え、将軍家に弓引くことに耐えられず出家するも、力ずくで連れ戻される。和田一族滅亡の後も生き延び、承久の乱にて没する。
三浦義澄（みうら よしずみ）
演：早川雄三
三浦氏の当主で、頼朝の宿老の一人。梶原景時が駿河国で討ち取られた三日後に自邸で病没。
伊沙（いさ）
演：南風洋子
伊東祐親の娘で、義澄の妻。伊東祐之の姉。祐之の身を案じる。
三浦義明（みうら よしあき）
演：大森義夫
義澄の父。
三浦義村（みうら よしむら）
演：藤岡弘
義澄の次男。「平六」の名でも呼ばれる。頼朝の挙兵に義澄とともに参加、平氏打倒に大きな役割を果たす。鎌倉幕府成立後は幕府の重臣の一人となる。北条氏と密接な関係を築きながらも、次代の覇権を狙う策謀家。
卯女（うじょ）
演：摂佑子
義村の妻。公暁の乳母。
三浦胤義（みうら たねよし）
演：柴俊夫
義澄の四男で義村の弟。「平九郎」の名でも呼ばれる。頼家の五人組 の1人として親しく仕え、その最期に立ち会った（頼家に頼まれ、涙ながらに頼家を斬った）。亡主頼家の遺恨から北条氏滅亡を誓う。
駒若丸（こまわかまる）
演：京本政樹
義村の四男。公暁と衆道の関係を持つ。
石田為久（いしだ ためひさ）
演：富士乃幸夫
長尾定景（ながお さだかげ）
演：小池雄介
岡崎義実（おかざき よしざね）
演：小栗一也
佐奈田余一（さなだ よいち）
演：嶺田則夫
畠山重忠（はたけやま しげただ）
演：森次晃嗣
武蔵一帯を支配する平氏系統の大豪族。幕府成立以来の功労者。北条氏の様々な思惑により謀反の罪で滅ぼされる（畠山重忠の乱）。
畠山重保（はたけやま しげやす）
演：神有介
重忠の子。牧の方の逆恨みを受けたことから、畠山氏討伐のきっかけを作る。
畠山重秀（はたけやま しげひで）
演：吉田太門
重忠の子。
本田近常（ほんだ ちかつね）
演：立川恵三
小山朝政（おやま ともまさ）
演：大河内稔
結城朝光（ゆうき ともみつ）
演：内田稔
土肥実平（どい さねひら）
演：福田豊土
加藤景廉（かとう かげかど）
演：樋浦勉
愛甲季隆（あいこう すえたか）
演：多田幸男
仁田忠常（にった ただつね）
演：中田譲治
若くして頼朝に従い、数々の戦に参加してきた坂東武者。曾我祐成や比企能員を討ち取った功労者。頼家と時政との板ばさみの果てに謀反の疑いをかけられ滅ぼされる。
仁田五郎（にった ごろう）
演：伊藤哲哉
忠常の弟。
仁田六郎（にった ろくろう）
演：内田直哉
忠常の弟。
上総介広常（かずさのすけひろつね）
演：小松方正
二万騎の軍勢を率いる大豪族。頼朝の呼びかけに簡単に応じず、遅れて参上するが、頼朝に「帰れ」と一喝されると頼朝を頭領と仰ぐことを誓う。鎌倉の御家人の中で唯一人頼朝を「御所様」と呼ばず「武衛」と呼び捨てにするなど傲慢な振る舞いが目立ち、双六の最中に梶原景時に刺殺された。
千葉常胤（ちば つねたね）
演：小笠原弘
千葉胤頼（ちば たねより）
演：時本武
東重胤（とう しげたね）
演：堀勝之祐
千葉胤綱（ちば たねつな）
演：神田正夫
小笠原長経（おがさわら ながつね）
演：草間正吾
頼家の五人組の一人。「弥太郎」の名でも呼ばれる。
中野能成（なかの よしなり）
演：冷泉公裕
頼家の五人組の一人。「五郎」の名でも呼ばれる。
平賀朝雅（ひらが ともまさ）
演：伊東平山
北条時政と牧の方の娘婿。
熊谷直実（くまがい なおざね）
演：長沢大
工藤祐経（くどう すけつね）
演：加藤和夫
京仕込みの風雅を認められ、頼朝に重用される。曾我兄弟から怨まれている。
宇佐見助茂（うさみ すけしげ）
演：斎川一夫
曾我祐成（そが すけなり）
演：三ツ木清隆
工藤祐経への意趣返しを画策していたところを親類である伊東祐之に利用され、幕府への憎悪を刷り込まれ、頼朝への刺客に仕立てられてしまう。時致と共に北条に仇討ちに来るが、頼朝暗殺には失敗。返り討ちにあって死亡する。
於虎（おとら）
演：渡辺とく子
祐成の愛妾。
曾我時致（そが ときむね）
演：原康義
祐成の弟。兄と共に仇討ちに臨み、捕らえられ処刑される。事件は幕府安泰を取り繕うために、亡父の仇討ちという単純な美談として処理されてしまう（曾我兄弟の仇討ち）。
佐々木定綱（ささき さだつな）
演：佐藤仁哉
佐々木経高（ささき つねたか）
演：松田茂樹
佐々木盛綱（ささき もりつな）
演：佐久田修
佐々木高綱（ささき たかつな）
演：曽根孝忠
大庭景義（おおば かげよし）
演：花沢徳衛
岡崎と共に北条討伐に協力するが、失敗。伊東祐之に利用される。
武田信光（たけだ のぶみつ）
演：辻シゲル
足利義氏（あしかが よしうじ）
演：小沢重雄
松姫（まつひめ）
演：山本恵理子
足利義兼の娘。
天野遠景（あまの とおかげ）
演：坂本由英
足立遠元（あだち とおもと）
演：金子元
牧宗親（まき むねちか）
演：中井啓輔
牧の方の兄。
伊賀光季（いが みつすえ）
演：宇南山宏
佐藤継信（さとう つぐのぶ）
演：加藤健一
奥州以来の義経の側近。
佐藤忠信（さとう ただのぶ）
演：伊藤敏孝
奥州以来の義経の側近。継信の弟。死亡については作中で扱われていない。
土佐坊昌俊（とさのぼう しょうしゅん）
演：荒井注
義経討伐に名乗りを挙げるが、失敗。義経による助命を断固固辞したため、晒し首にされる。
工藤茂光（くどう もちみつ）
演：坂本由英
伏見広綱（ふしみ ひろつな）
演：松村彦次郎
堀藤次（ほり とうじ）
演：武藤章生
内藤知親（ないとう ともちか）
演：清川新吾
渋谷高重（しぶや たかしげ）
演：加藤正之
渋河兼守（しぶかわ かねもり）
演：日野道夫
山田重忠（やまだ しげただ）
演：竹田寿郎
桜井五郎（さくらい ごろう）
演：林昭夫

#### 文官
大江広元（おおえの ひろもと）
演：岸田森
朝廷の実務官だったが、頼朝の側近となる。常に冷静に頼朝らに献策する能吏。公文所（のち政所）別当。
三善康信（みよし やすのぶ）
（三善康信→三善善信）
演：石濱朗
伯母が頼朝の乳母である縁から、流人時代の頼朝に京の様子を知らせる。その後、鎌倉に下って頼朝の側近となる。後に出家し、名を善信と改める。問注所執事。
三善康清（みよし やすきよ）
演：佐古正人
康信の弟。
中原親能（なかはら ちかよし）
演：渥美国泰
京都守護。三幡の乳父であり、三幡の後宮入りのために奔走する。三幡の死去を嘆き、出家する。
二階堂行政（にかいどう ゆきまさ）
演：谷津勲
二階堂行村（にかいどう ゆきむら）
演：林邦明

### 平氏

#### 一門
平清盛（たいらの きよもり）
演：金子信雄
平家の総帥。大庭景親から頼朝挙兵の知らせを聞くと、「源氏の死に損ないが」と怒りに身を震わせた。高倉上皇が危篤に陥ると、徳子を後白河法皇の後宮に納めようと画策するが、熱病に倒れて死去。
平時子（たいらの ときこ）
演：岩崎加根子
清盛の妻。壇ノ浦の戦いで平家が負けたことを知ると、安徳天皇と宝剣と共に海に沈む。
平宗盛（たいらの むねもり）
演：西田健
清盛の三男。母は時子（時子の子としては長男）で、徳子は同腹の妹。木曽義仲の軍に追われ、安徳天皇を奉じて京を離れる。のち、義経の軍に一ノ谷で敗れ、壇ノ浦で大敗。捕らえられて近江で斬られる。
平知盛（たいらの とももり）
演：神太郎
清盛の四男。母は時子（時子の子としては次男）。源頼政を宇治で、源行家を播磨室山で破る。一ノ谷の戦いで奮戦し、のち、壇ノ浦の戦いで入水。
平重衡（たいらの しげひら）
演：金子研三
清盛の五男。母は時子（時子の子としては三男）。源頼政を宇治川で破り、東大寺・興福寺を焼く。のち、一ノ谷の戦いで敗れ、捕らえられて鎌倉へ送られたが、南都僧都の要求により木津川で斬られる。
平時忠（たいらの ときただ）
演：森塚敏
時子の実弟。平氏政権中の重要な地位を占めたが、壇ノ浦の戦いの後捕らえられ、能登に流される。
平維盛（たいらの これもり）
演：須永慶
清盛の長男・重盛の子。頼朝と富士川で対陣中、水鳥の羽音に驚いて敗走。のち、木曽義仲追討に進撃したが、砺波山で大敗。
平清宗（たいらの きよむね）
演：猪俣裕司
宗盛の長男。幼少期は後白河法皇の寵愛を受ける。壇ノ浦の戦いで入水するも死にきれぬまま父とともに捕われ、鎌倉に移送された後、近江で斬られる。

#### 平氏方の武士
伊東祐親（いとう すけちか）
演：久米明
伊豆の豪族。娘（八重姫）が頼朝と通じて男子（千鶴丸）を生んだが、平家の怒りを恐れてこの子どもを殺し、頼朝の暗殺も謀る。頼朝が挙兵すると平家方として参戦した。しかし頼朝軍が房総・武蔵を制圧すると形勢が逆転し、捕らえられる。すぐには処刑されず、政子が懐妊した際に恩赦が下るが自害した。
伊東祐清（いとう すけきよ）
演：橋爪功
祐親の子。父が頼朝の暗殺を謀っていると知って頼朝にそのことを知らせた。頼朝から恩赦を受けて傘下に入るよう命じられるが、恩赦を辞退して斬首された。
大庭景親（おおば かげちか）
演：加藤武
相模の豪族。作中においては茜（北条義時の最初の妻）の実父。頼朝が挙兵すると石橋山で対決した。安房に脱出した頼朝が房総・武蔵を制圧して鎌倉に入ると形勢が逆転し、富士川の戦いで平家軍が敗退したことで抵抗の望みを断たれる。頼朝の前に引き据えられ石橋山での言動をなじられる。上総介広常によって斬首された。
山木兼隆（やまき かねたか）
演：長塚京三
平家の目代であり、政子との縁談を持ちかけられたが、伊東祐之に邪魔をされる。頼朝の挙兵で標的となり殺される。
伊藤忠清（いとう ただきよ）
演：伊藤豪
首藤経俊（すどう つねとし）
演：田中明夫
波多野義常（はたの よしつね）
演：中島元

### 頼朝一族以外の源氏
木曽義仲（きそ よしなか）
演：河野存臣
父は義賢で、頼朝とは従兄弟。以仁王の令旨によって平家追討のために挙兵、砺波山で平維盛を敗って入京するが、粗暴な振る舞いによって後白河法皇と不和となり、法皇の命を受けた頼朝が派遣した範頼・義経の軍勢によって戦死した。
木曽義高（きそ よしたか）
演：長谷川裕二
義仲の長男。義仲・頼朝の和議の証として、人質として（名目は頼朝の長女・大姫の婿として）鎌倉へ送られる。義仲が討たれると、頼朝は将来の禍根を絶つため義高誅殺を計るが、政子は密かに義高を逃がす。義高の逃亡が発覚すると、激怒した頼朝は追手を差し向け、義高は武蔵国で捕らえられ、入間河原で討たれた。
海野小太郎（うんの こたろう）
演：長谷川諭
義仲の家臣。
新宮十郎行家（しんぐうじゅうろうゆきいえ）
演：戸浦六宏
頼朝ら兄弟の叔父。以仁王の令旨で平家打倒を扇動した人物。頼朝と対立した義経と同心し、後白河法皇から頼朝追討の院宣を得るが兵が集まらず挙兵に失敗、鎌倉方に討ち取られる。
源行綱（みなもとの ゆきつな）
演：武内亨
鹿ヶ谷事件の際にその陰謀を平清盛に密告し、初めは平氏方となるが、のちに源氏方に転じて活躍。源義経を豊島冠者らと摂津河尻に要撃するなどの功を立てる。

### 朝廷
後白河法皇（ごしらかわほうおう）
演：尾上松緑
度重なる政変に立ち会い、それでも長く朝廷に君臨する巨魁。本作では最晩年の姿が描かれており、老獪な政治力で平氏源氏を翻弄し続けた。最後まで頼朝に征夷大将軍の官位を授けようとはしなかった。
建春門院平滋子（けんしゅんもんいんたいらの しげこ）
演：福田公子
丹後局（たんごのつぼね）
演：草笛光子
後白河法皇の愛妾。法皇の死後も隠然とした権力を握る。
安徳天皇（あんとくてんのう）
演：中村太郎
平家一門と共に入水した幼帝。
建礼門院徳子（けんれいもんいんとくこ）
演：生田悦子
安徳天皇の母。清盛と時子の娘。なお、ドラマの中では時子が「建礼門院様」と呼びかけているが、実際の徳子の院号宣下は、清盛死後の養和元年（1181年）11月25日である。
後鳥羽上皇（ごとばじょうこう）
演：尾上辰之助 （少年期：遠藤義徳）
後白河法皇の孫。宝剣を欠いたまま帝に即位したことが、後に代償行為として刀剣制作に傾倒して行くきっかけとなり、かつ宝剣紛失の原因たる戦の勝利者（鎌倉武士）を目の敵にする理由となった。自ら弓をとる武闘派の人物であり、幕府を倒すべく北条義時討伐の院宣を出すが敗れて隠岐に流される。
七条院（しちじょういん）
演：小山あけみ
九条任子（くじょう たえこ）
演：沢井桃子
源在子（みなもとの ありこ）
演：水島彩子
坊門局（ぼうもんのつぼね）
演：荒木かずほ
小夜菊（さよぎく）
演：松坂慶子（二役、少女期：西村亜希子）
伊東祐之が人買から買った娘。祐之を父として慕い、成長してからは後鳥羽上皇の妾となる。ドラマオリジナルキャラクターだが後半は史実の亀菊の役回りとなっている。
土御門上皇（つちみかどじょうこう）
演：岡義洋
順徳上皇（じゅんとくじょうこう）
演：坂俊一
九条兼実（くじょう かねざね）
演：高橋昌也
京都の公家。故実先例にこだわる人物でたびたび苦言を呈するため、法皇や院近臣から煙たがられ右大臣でありながら朝廷では孤立している。頼朝の最初の上洛の際に頼朝から支援を約束され、法皇崩御後は朝廷の中心となり、頼朝を征夷大将軍に任じるなど、親鎌倉路線を敷く。藤原氏の伝統に則り、娘任子を中宮とするが、兼実に権力が集中することを恐れた通親らの策謀により頼朝の支持を失い、関白を罷免され失脚した。
九条良経（くじょう よしつね）
演：村上正次
慈円（じえん）
演：大塚国夫
近衛基通（このえ もとみち）
演：鶴岡修
松殿基房（まつどの もとふさ）
演：久遠利三
土御門通親（つちみかど みちちか）
演：仲谷昇
京都の公家。頼朝に「手強い相手」、広元に「一筋縄ではいかぬ策士」と言わしめる目的のためには手段を選ばない策謀家。後白河法皇の死後、九条兼実に権力が集中すると、丹後局を通して頼朝に大姫入内を働きかけることで頼朝と兼実の提携に楔を打ち込み離間させる。養女の在子が皇子を産むと反鎌倉に戻り、卿局と結託して中宮任子に呪詛の嫌疑をかぶせて兼実ら親鎌倉派を一掃する。鎌倉を無視して外孫土御門天皇の即位を強行し、外祖父として権勢を極める。
藤原範子（ふじわら のりこ）
演：弓恵子
土御門通具（つちみかど みちとも）
演：真鍋敏宏
卿局（きょうのつぼね）
演：夏純子
後鳥羽上皇の乳母。通親と結託して兼実を失脚させる。通親死後もその権勢は揺るがず、政治的に大きな発言力を持つ。
高階泰経（たかしな やすつね）
演：伊藤正博、柳生博
平知康（たいらの ともやす）
演：津村隆
吉田経房（よしだ つねふさ）
演：戸沢佑介、川部修詩
藤原長成（ふじわらの ながなり）
演：上田忠好
一条能保（いちじょう よしやす）
演：平田昭彦
一条高能（いちじょう たかよし）
演：三沢慎吾
一条信能（いちじょう のぶよし）
演：徳弘夏生
尊長（そんちょう）
演：蟹江敬三
後鳥羽上皇から源実朝呪殺を命じられた僧侶。
坊門信清（ぼうもん のぶきよ）
演：平田守
坊門忠信（ぼうもん ただのぶ）
演：横光克彦
藤原俊成（ふじわらの としなり）
演：村上冬樹
藤原定家（ふじわらの さだいえ）
演：岡本信人
後鳥羽上皇の命で新古今和歌集、新勅撰和歌集の編纂に係わった歌人。
西園寺公経（さいおんじ きんつね）
演：松山真佐夫
源仲章（みなもと の なかあきら）
演：小倉馨
飛鳥井頼経（あすかい よりつね）
演：川部修詩
飛鳥井雅経（あすかい まさつね）
演：牧村泉三郎
丹波時長（たんば ときなが）
演：浜村純
藤原秀能（ふじわらの ひでよし）
演：原田大二郎
北面武士の一人。
藤原成親（ふじわらの なりちか）
演：森井睦
西光法師（さいこう）
演：河村弘二
俊寛僧都（しゅんかん）
演：生井健夫
静憲法師（じょうけん）
演：可知靖之
平康頼（たいらの やすより）
演：日野道夫
安倍泰親（あべの やすちか）
演：及川ヒロオ
紀行景（きの ゆきかげ）
演：坂口芳貞

### その他
伊東祐之（いとう すけゆき）
演：滝田栄
伊東祐親の庶子。「十郎」の名でも呼ばれる。架空の人物であり、原作にも登場しない、物語のオリジナルキャラクター。義時とは親友同士であり政子に思いを寄せていたが、その気持ちを利用されたため、頼朝と東国武士団に深い恨みを抱くようになる。頼朝が挙兵すると平家方として参戦し、北条宗時を討ち取る。宗時との対決時に袈裟斬りを受け、顔面に大きな傷跡を残す。その後形勢が逆転すると、平家軍に参加しようと京都に行くが相手にされず、苔丸ら盗賊団と知り合い、仲間に入る。頼朝と義経の対立が深まる中、捕らえられた義時を救って逃走する。東国に戻り曽我兄弟などを巻き込んで頼朝暗殺の計画を立てるが失敗。流浪の日々のうち、気まぐれ心を起こして人売りから一人の少女（後の小夜菊）を買い取り、成り行きで養父になる。京都で行き倒れていたところを火見王に助けられ、その仲介で北面武士となるが、公家社会に馴染めず逃走する。この世の無常を嘗め、性格は冷ややかな物へと変貌する。僧となって鎌倉を訪れた際、義時に眼を潰されて琵琶法師となる（ただし、当人は鎌倉方への恨みを捨て去ろうとしたのか祐之であることを否定していた）。承久の乱の後、政子らの前に姿を現し、平曲を語る。
火見王（ひみおう）
演：美輪明宏
あやしげな祈祷師。伊東祐之が小夜菊と共に行き倒れになっているところを助ける。後鳥羽上皇の命で草薙の剣の行方を捜すが、その行方を知る祐之と行動を共にするようになる。祐之が剣を捨てて追われる身となった際、逃がそうとして秀能に斬殺される。総集編には登場せず。
右京局（うきょうのつぼね）
演：木暮実千代
音羽の侍女。
苔丸（こけまる）
演：黒沢年男
京の盗賊。遮那王時代の義経と知己で、後に手下共々義経の郎党に加わり数々の戦に参加する。壇ノ浦合戦において草薙の剣を発見するものの、特に目的もなく隠匿するなど、快楽主義者のような一面を持つ。祐之を悪党の道に引きずり込んだ張本人だが、後に祐之に殺害される。ドラマオリジナルキャラクターではあるものの、義経の郎党伊勢義盛の役回りとなっている。
磯禅師（いそのぜんじ）
演：佐々木すみ江
静の母。
小波（さざなみ）
演：遠藤真理子
茜の侍女。
小観音（こかんのん）
演：かたせ梨乃
京の盗賊。義経に想いを寄せる娘。義経のもとへ向かう静を守るため、命を落とす。
猿太（さるた）
演：佐藤蛾次郎
京の盗賊。苔丸の能天気な弟分。苔丸を殺した祐之を追い、返り討ちにあって死亡。
覚淵律師（かくえん）
演：増田順司
伊豆山権現の僧。政子の駆け落ち計画を手助けする。
文覚（もんがく）
演：観世栄夫
石橋山の戦いに参加するべきかどうか迷っている頼朝の所に、頼朝の父、義朝の骸骨を持って訪れ、参加するように促す。
蔵人家長（くろうどのいえおさ）
演：矢崎滋
海に身を投げてしまった老婆と子どもを見て悲しむ祐之の元に居合わせた人物。場違いの歌を詠んで、祐之の非難を浴びる。
さつき
演：立枝歩
政子の侍女。
陳和卿（ちん なけい）
演：草薙幸二郎
実朝を宋へ誘う為と称して大船を建造させるが頓挫する。
新田高平（にった たかひら）
演：小野泰次郎
左源太（さげんた）
演：神山卓三
安念法師（あんねんほうし）
演：辻萬長
五郎兵衛（ごろべえ）
演：加藤精三
静玄（じょうげん）
演：吉原興一
手越の少将（てごしのしょうしょう）
演：今藤美知
老婆
演：戸田千代子
藤内光澄の母。
盗賊
演：河原裕昌、加藤正之
郎党
演：江原正士
大道芸人
演：北海マキ
その他
演：高峰圭二、千葉繁、小山茉美、富士乃幸夫

## スタッフ
- 原作：永井路子（『北条政子』、『炎環』、『つわものの賦』他より）
- 脚本：中島丈博
- 音楽：湯浅譲二
- 語り：森本毅郎
- テーマ演奏：NHK交響楽団
- テーマ指揮：森正
- 演奏：東京コンサーツ
- 監修：鈴木敬三
- 風俗考証：磯目篤郎
- 殺陣：林邦史朗
- 振付：花柳寿楽
- 邦楽作曲：杵屋正邦
- 流鏑馬指導：金子家堅
- 草笛指導：田村大三
- 読経指導：小林大康
- 琵琶指導：鶴田錦史
- 協力：蹴鞠保存会
- 制作：斎藤暁
- 美術：富樫直人、田嶋宣助、蒔田譲、宮井市太郎、小針明
- 技術：加藤多満喜、鈴木実、小布施英雄、大森如一
- 効果：大和定次、水野春久、加藤正孝、矢島清
- 照明：佐野鉄男、川原崎賢明
- カメラ：中村一美、大内山正則
- 音声：岩崎延雄、小玉孝
- 記録･編集：大橋冨美子
- 演出：大原誠、江口浩之、伊豫田静弘／東海林通、渡辺紘史、松橋隆、安斎宗紘

## 放送
特記がない限りウェブサイト「NHKクロニクル」の「NHK番組表ヒストリー」で確認。

### 通常放送時間
- NHK総合テレビジョン：毎週日曜 20時00分 - 20時45分
- （再放送）NHK総合テレビジョン：毎週土曜 13時25分 - 14時10分[注釈 10]

### 放送日程
- 第1回は5分拡大で放送。
- 第4回は当日のNHKニュースが15分延長したため15分繰り下げ。

＜下表の主な出典：各話のあらすじについては、NHKアーカイブサイトを参照。＞
| 放送回 | 放送日   | 題             | 演出       | 視聴率 |
| ------ | -------- | -------------- | ---------- | ------ |
| 第1回  | 1月 7日  | 蛭が小島の流人 | 大原誠     | 27.9%  |
| 第2回  | 1月14日  | 恋文           | 江口浩之   | 30.5%  |
| 第3回  | 1月21日  | 二人義経       | 伊豫田静弘 | 34.7%  |
| 第4回  | 1月28日  | 政子略奪       | 大原誠     | 29.6%  |
| 第5回  | 2月 4日  | 婿殿、舅殿     | 江口浩之   | 28.7%  |
| 第6回  | 2月11日  | 密使は走る     | 伊豫田静弘 | 29.1%  |
| 第7回  | 2月18日  | 頼朝起つ       | 大原誠     | 27.5%  |
| 第8回  | 2月25日  | 石橋山の合戦   | 大原誠     | 27.3%  |
| 第9回  | 3月 4日  | 頼朝再起       | 江口浩之   | 32.4%  |
| 第10回 | 3月11日  | 鎌倉へ         | 伊豫田静弘 | 30.3%  |
| 第11回 | 3月18日  | 兄の涙・弟の涙 | 大原誠     | 31.4%  |
| 第12回 | 3月25日  | 飢餓亡者       | 江口浩之   | 29.2%  |
| 第13回 | 4月 1日  | 若君誕生       | 伊豫田静弘 | 27.6%  |
| 第14回 | 4月 8日  | 政子狂乱       | 大原誠     | 22.7%  |
| 第15回 | 4月15日  | 愛のかたみ     | 江口浩之   | 24.0%  |
| 第16回 | 4月22日  | 人質           | 伊豫田静弘 | 27.1%  |
| 第17回 | 4月29日  | 義経出陣       | 大原誠     | 25.8%  |
| 第18回 | 5月 6日  | 亀裂           | 東海林通   | 29.9%  |
| 第19回 | 5月13日  | 京の白拍子     | 江口浩之   | 30.0%  |
| 第20回 | 5月20日  | 壇ノ浦         | 大原誠     | 27.5%  |
| 第21回 | 5月27日  | 義経凱旋       | 伊豫田静弘 | 24.4%  |
| 第22回 | 6月 3日  | 鎌倉の刺客     | 江口浩之   | 27.3%  |
| 第23回 | 6月10日  | 都の盗賊たち   | 大原誠     | 23.3%  |
| 第24回 | 6月17日  | 静の舞         | 大原誠     | 19.3%  |
| 第25回 | 6月24日  | 頼朝上洛       | 伊豫田静弘 | 22.8%  |
| 第26回 | 7月 1日  | 法皇崩御       | 江口浩之   | 22.6%  |
| 第27回 | 7月 8日  | 義時の妻       | 渡辺紘史   | 25.6%  |
| 第28回 | 7月15日  | 富士の巻狩     | 大原誠     | 24.5%  |
| 第29回 | 7月22日  | 曽我兄弟       | 江口浩之   | 22.4%  |
| 第30回 | 7月29日  | 大姫錯乱       | 伊豫田静弘 | 19.2%  |
| 第31回 | 8月 5日  | 黒いつむじ風   | 大原誠     | 20.5%  |
| 第32回 | 8月12日  | 頼朝の死       | 江口浩之   | 23.5%  |
| 第33回 | 8月19日  | 姫君毒殺       | 伊豫田静弘 | 26.3%  |
| 第34回 | 8月26日  | 頼家乱行       | 東海林通   | 24.4%  |
| 第35回 | 9月 2日  | 梶原景時の滅亡 | 大原誠     | 25.0%  |
| 第36回 | 9月 9日  | 悪禅師全成     | 渡辺紘史   | 23.7%  |
| 第37回 | 9月16日  | 北条の陰謀     | 江口浩之   | 26.9%  |
| 第38回 | 9月23日  | 比企滅亡       | 大原誠     | 25.6%  |
| 第39回 | 9月30日  | 頼家追放       | 伊豫田静弘 | 26.7%  |
| 第40回 | 10月 7日 | 修禅寺         | 江口浩之   | 24.1%  |
| 第41回 | 10月14日 | 華燭           | 松橋隆     | 25.5%  |
| 第42回 | 10月21日 | 畠山討伐       | 大原誠     | 31.7%  |
| 第43回 | 10月28日 | 父と子         | 伊豫田静弘 | 25.2%  |
| 第44回 | 11月 4日 | 後鳥羽院頌歌   | 江口浩之   | 27.0%  |
| 第45回 | 11月11日 | 小夜菊         | 安斎宗紘   | 24.2%  |
| 第46回 | 11月18日 | 和田合戦       | 大原誠     | 24.3%  |
| 第47回 | 11月25日 | 幻の船         | 江口浩之   | 26.4%  |
| 第48回 | 12月 2日 | 船霊           | 伊豫田静弘 | 24.9%  |
| 第49回 | 12月 9日 | 実朝暗殺       | 大原誠     | 27.7%  |
| 第50回 | 12月16日 | 三浦義村の策謀 | 江口浩之   | 22.5%  |
| 最終回 | 12月23日 | 承久の乱       | 大原誠     | 28.6%  |

### 総集編
| 放送回 | 放送日   | 題           | 放送時間    |
| ------ | -------- | ------------ | ----------- |
| 第1回  | 12月24日 | 頼朝起つ     | 22:15-23:35 |
| 第2回  | 12月25日 | 平家滅亡     | 22:15-23:35 |
| 第3回  | 12月26日 | 征夷大将軍   | 22:15-23:35 |
| 第4回  | 12月27日 | 頼家無惨     | 22:15-23:35 |
| 第5回  | 12月28日 | 尼将軍・政子 | 22:15-23:35 |

## 映像の現存状況
本作より前に放送された歴代大河ドラマのうち『風と雲と虹と』（1976年）及び、『黄金の日日』（1978年）は全放送回が現存しており、総集編だけでなく全放送回収録の完全版ソフトも市販されているが、本作の映像のうち放送用ビデオテープのままNHKに残されていたのは総集編のみであり、通常放送回は1本も残されていなかった。このため、現在のところ映像ソフトとして市販されているのは総集編だけである。
だが、本作のディレクターであった大原誠・伊豫田静弘、および一般の視聴者らが家庭用VTRで録画した映像が提供されたため、2009年11月時点のNHKアーカイブスでは総集編の他、全51回のうち33回分の保管が明らかにされていた。さらに、NHKでは残る18回分の録画テープの提供をウェブサイト上で呼びかけたところ視聴者から全51回中50回分の映像提供があったこと、その寄贈分にはこれまで欠落していた18回分のすべてが含まれていたことが明らかにされ、現在では全51回の映像が保管されている。2009年12月よりNHKの番組公開ライブラリーで公開・視聴が可能となった。
しかし、新たにアーカイブ化された18回分には画像の乱れや部分欠落、ノイズの混入などが多数あり、NHKでは引き続き本作の録画テープ寄贈を呼びかけている。
上記の発見された放送回を含め同年に時代劇専門チャンネルで全話放送された。

## 関連商品
- 総集編：全5巻（VHS）、全3巻（DVD）

## 関連作品
- 帝劇新春特別公演『草燃える』と題した舞台が、1980年1月2日から1月30日まで帝国劇場にて上演された。脚本・演出は小幡欣治。北条政子役に山田五十鈴、源頼朝役に田村高廣。出演は他に小山明子、多岐川裕美、江藤潤など。
- 北条政子 - 本作の原作小説の1つである『北条政子』を原作とした1970年のNET（現テレビ朝日）のテレビドラマ。主演は佐久間良子。